# Haematostemon coriaceus
Haematostemon coriaceus là một loài thực vật có hoa trong họ Đại kích. Loài này được (Baill.) Pax & K.Hoffm. mô tả khoa học đầu tiên năm 1919.